# Kanton Niort-2
Der Kanton Niort-2 ist seit 2015 ein französischer Wahlkreis im Arrondissement Niort im Département Deux-Sèvres in der Region Nouvelle-Aquitaine; sein Hauptort ist Niort. 

## Gemeinden
Der Kanton besteht aus dem südöstlichen Teil der Stadt Niort.